# Langlaufen op de Olympische Winterspelen 2018
Langlaufen is een van de sporten die beoefend werden tijdens de Olympische Winterspelen 2018 in Pyeongchang. De wedstrijden vonden plaats in het Alpensia Cross-Country Centre.

## Wedstrijdschema
| Datum       | Lokale tijd | MET   | Mannen                      | Vrouwen                     |
| ----------- | ----------- | ----- | --------------------------- | --------------------------- |
| 09 februari | 20:00       | 12:00 | Openingsceremonie           | Openingsceremonie           |
| 10 februari | 16:15       | 08:15 |                             | 15 km skiatlon              |
| 11 februari | 15:15       | 07:15 | 30 km skiatlon              |                             |
| 13 februari | 17:30       | 09:30 | Sprint klassiek             | Sprint klassiek             |
| 15 februari | 15:30       | 07:30 |                             | 10 km vrije stijl           |
| 16 februari | 15:00       | 07:00 | 15 km vrije stijl           |                             |
| 17 februari | 18:30       | 10:30 |                             | 4×5 km estafette            |
| 18 februari | 15:15       | 07:15 | 4×10 km estafette           |                             |
| 21 februari | 17:00       | 09:00 | Teamsprint vrije stijl      | Teamsprint vrije stijl      |
| 24 februari | 13:30       | 05:30 | 50 km klassiek (massastart) |                             |
| 25 februari | 15:15       | 07:15 |                             | 30 km klassiek (massastart) |
| 25 februari | 20:00       | 12:00 | Sluitingsceremonie          | Sluitingsceremonie          |

## Medailles

### Mannen
| Onderdeel                | Goud | Goud                                                                              | Zilver | Zilver                                                               | Brons | Brons                                                                    |
| ------------------------ | ---- | --------------------------------------------------------------------------------- | ------ | -------------------------------------------------------------------- | ----- | ------------------------------------------------------------------------ |
| Sprint (klassiek)        | NOR  | Johannes Høsflot Klæbo                                                            | ITA    | Federico Pellegrino                                                  | OAR   | Aleksandr Bolsjoenov                                                     |
| 15 km vrije stijl        | SUI  | Dario Cologna                                                                     | NOR    | Simen Hegstad Krüger                                                 | OAR   | Denis Spitsov                                                            |
| 30 km skiatlon           | NOR  | Simen Hegstad Krüger                                                              | NOR    | Martin Johnsrud Sundby                                               | NOR   | Hans Christer Holund                                                     |
| 50 km klassiek           | FIN  | Iivo Niskanen                                                                     | OAR    | Aleksandr Bolsjoenov                                                 | OAR   | Andrej Larkov                                                            |
| Teamsprint (vrije stijl) | NOR  | Martin Johnsrud Sundby Johannes Høsflot Klæbo                                     | OAR    | Denis Spitsov Aleksandr Bolsjoenov                                   | FRA   | Maurice Manificat Richard Jouve                                          |
| 4×10 km estafette        | NOR  | Didrik Tønseth Martin Johnsrud Sundby Simen Hegstad Krüger Johannes Høsflot Klæbo | OAR    | Andrej Larkov Aleksandr Bolsjoenov Aleksej Tsjervotkin Denis Spitsov | FRA   | Jean-Marc Gaillard Maurice Manificat Clément Parisse Adrien Backscheider |

### Vrouwen
| Onderdeel                | Goud | Goud                                                                 | Zilver | Zilver                                                 | Brons | Brons                                                                      |
| ------------------------ | ---- | -------------------------------------------------------------------- | ------ | ------------------------------------------------------ | ----- | -------------------------------------------------------------------------- |
| Sprint (klassiek)        | SWE  | Stina Nilsson                                                        | NOR    | Maiken Caspersen Falla                                 | OAR   | Joelia Beloroekova                                                         |
| 10 km vrije stijl        | NOR  | Ragnhild Haga                                                        | SWE    | Charlotte Kalla                                        | FIN   | Krista Pärmäkoski                                                          |
| 10 km vrije stijl        | NOR  | Ragnhild Haga                                                        | SWE    | Charlotte Kalla                                        | NOR   | Marit Bjørgen                                                              |
| 15 km skiatlon           | SWE  | Charlotte Kalla                                                      | NOR    | Marit Bjørgen                                          | FIN   | Krista Pärmäkoski                                                          |
| 30 km klassiek           | NOR  | Marit Bjørgen                                                        | FIN    | Krista Pärmäkoski                                      | SWE   | Stina Nilsson                                                              |
| Teamsprint (vrije stijl) | USA  | Kikkan Randall Jessica Diggins                                       | SWE    | Charlotte Kalla Stina Nilsson                          | NOR   | Maiken Caspersen Falla Marit Bjørgen                                       |
| 4×5 km estafette         | NOR  | Ingvild Flugstad Østberg Astrid Jacobsen Ragnhild Haga Marit Bjørgen | SWE    | Anna Haag Charlotte Kalla Ebba Andersson Stina Nilsson | OAR   | Natalja Neprjajeva Joelia Beloroekova Anastasia Sedova Anna Netsjajevskaja |

### Medaillespiegel
| Plaats | Land                           | NOC    | Goud | Zilver | Brons | Totaal |
| ------ | ------------------------------ | ------ | ---- | ------ | ----- | ------ |
| 1      | Noorwegen                      | NOR    | 7    | 4      | 3     | 14     |
| 2      | Zweden                         | SWE    | 2    | 3      | 1     | 6      |
| 3      | Finland                        | FIN    | 1    | 1      | 2     | 4      |
| 4      | Verenigde Staten               | USA    | 1    | 0      | 0     | 1      |
| 4      | Zwitserland                    | SUI    | 1    | 0      | 0     | 1      |
| 6      | Olympische atleten uit Rusland | OAR    | 0    | 3      | 5     | 8      |
| 7      | Italië                         | ITA    | 0    | 1      | 0     | 1      |
| 8      | Frankrijk                      | FRA    | 0    | 0      | 2     | 2      |
| Totaal | Totaal                         | Totaal | 12   | 12     | 13    | 37     |